# Suzuki SV 1000
Die Suzuki SV 1000 (S) ist ein Motorrad der Kategorie Naked Bike (Sporttourer) des japanischen Herstellers Suzuki.
Sie wurde 2003 als hubraumstärkere Variante der SV 650 ins Programm aufgenommen und füllte die durch den Wegfall der TL1000 entstandene Lücke in der Angebotspalette. Sie war wie ihre kleinere Schwester in zwei Versionen erhältlich: Unverkleidet als SV 1000 sowie mit Halbschale als SV 1000 S mit kürzerer Schwinge. 2004 und 2005 wurde die SV 1000 S teilweise auch mit werksseitig montierter Vollverkleidung (sonst nur als Zubehör erhältlich) verkauft.
Trotz des in der Fachpresse gelobten Motors und der auch sonst guten Kritiken konnte sich die SV 1000 in Deutschland nicht durchsetzen und so wurde der offizielle Import durch Suzuki Deutschland, trotz bis dahin immerhin fast 5000 verkauften Exemplaren, im Jahre 2005 eingestellt. In der Schweiz wurde auch das 2006er Modell noch offiziell eingeführt. Die SV 1000 wurde noch bis 2008 produziert. Diese war durch Grauimport in Deutschland auch noch nach 2005 erhältlich.
2005 gab es Änderungen an der Auspuffanlage und am Motor, was zu einer Leistungssteigerung von 120 auf 124 PS führte. Ab dem Modelljahr 2005 (K5) wurde das Motorrad u. a. mit schwarzen Rahmen ausgeliefert. Dies geschah jedoch nur im europäischen Ausland. Da in Deutschland die SV 1000/S bereits 2005 aus dem Programm genommen wurde, gelangten nur sehr wenige Modelle mit schwarzem Rahmen über Grauimporte in die hiesigen Zulassungsstatistiken.
Der Motor der SV 1000 fand in leicht modifizierter Form auch in der Suzuki DL 1000 V-Strom und in der Cagiva Raptor 1000 Verwendung.
Im Gegensatz zur kleineren SV 650 wurde für die SV 1000 kein Antiblockiersystem angeboten. Die Höchstgeschwindigkeit beträgt 250 km/h bei der SV 1000 S, die nackte Version erreicht aufgrund der schlechteren Aerodynamik 242 km/h.